# In the Sun
Singles de She and Him
Why Do You Let Me Stay Here?
(2008) Thieves
(2010)
In the Sun est une chanson du groupe de rock indépendant She and Him, paru sur l'album Volume Two, en 2010. Il est le premier extrait de l'album à paraître en single.

## Clip
Le clip vidéo d'In the Sun, réalisé par Peyton Reed, est mis en ligne sur Internet sur le site Pitchfork le 9 mars 2010. Le tournage a eu lieu au Verdugo Hills High School et montre le duo jouant des rôles, accompagné de plusieurs personnes .

## Classement
Non classé au Billboard Hot 100, In the Sun s'est classé à la quatrième place du Hot Singles Sales (en) aux États-Unis. Il est également le premier et seul single - à ce jour - du duo à se classer dans les charts français durant deux semaines, dont une à la 89e place.

## Charts
| Classement (2010) | Meilleure position |
| ----------------- | ------------------ |
| France (SNEP)     | 89                 |